# Курский округ
Ку́рский о́круг — административно-территориальная единица, входившая в состав Центрально-Чернозёмной области РСФСР в 1928—1930 годах. Административным центром округа был город Курск.

## История
14 мая 1928 года ВЦИК и СНК РСФСР приняли постановление об образовании на территории бывших Воронежской, Курской, Орловской и Тамбовской губерний Центрально-Чернозёмной области (ЦЧО) с центром в городе Воронеже.
16 июля 1928 года был определен состав округов ЦЧО, а 30 июля 1928 года — сеть районов. Центрально-Чернозёмная область была разделена на 11 округов и 178 районов.
Курский округ был создан из территории, занимаемой упразднёнными Курским и Щигровским уездами. Первоначально округ делился на 14 районов, в 1929 году число районов было сокращено до 10.
В октябре 1929 года Курский округ был объявлен опытно-показательным. Значительная часть функций, выполняемых округом была передана на «места» (районы и сельсоветы), все учреждения были реорганизованы в инспекции. Из районов образцово-показательным был выбран Щигровский район. Эксперимент проводился для оценки целесообразности введения окружного деления.
В 1930 году существование округов было признано нецелесообразным и 23 июля 1930 года по постановлению ЦИК и СНК СССР окружное деление было упразднено. Курский округ был ликвидирован, входившие в него районы и город Курск как самостоятельная административная единица стали подчиняться непосредственно областному центру ЦЧО.
Бо́льшая часть районов, образованных в составе Курского округа (включая территорию упразднённых впоследствии районов), входит в современную Курскую область.

## Состав округа
- Бесединский район (упразднён в 1930 году)
- Колпнянский район (в настоящее время входит в состав Орловской области)
- Курский район
- Ленинский район (упразднён в 1930 году)
- Медвенский район
- Обоянский район
- Поныровский район
- Свободинский район
- Советский район (был передан в Старооскольский округ в сентябре 1929 года)
- Солнцевский район
- Тимский район
- Фатежский район
- Черемисиновский район (упразднён в 1930 году)
- Щигровский район
- город Курск
- Ямская слобода (упразднена как отдельная административно-территориальная единица в 1929 году)